# Pierre Carmouche
Pierre-François-Adolphe Carmouche est un chansonnier, goguettier, poète et dramaturge français né le 9 avril 1797 (30 germinal an V) à Lyon et mort le 9 décembre 1868 à Paris 9e.

## Biographie
Passionné de théâtre dès sa jeunesse, Pierre Carmouche a écrit en collaboration avec divers collaborateurs, Brazier, Dumersan, Mélesville, de Courcy, etc., plus de deux cent cinquante pièces, comédies, vaudevilles et opéras-comiques à succès.
Il a fait partie de la société chantante Les Soupers de Momus.
Carmouche avait épousé en 1859 l’actrice Jenny Vertpré. Il a légué, en partie, la riche bibliothèque qu’il s’était constituée au maréchal Canrobert.

## Théâtre
- Les Poissons d'avril, ou le Charivari, vaudeville, avec Émile Cottenet, théâtre de la Porte-Saint-Martin, 1er avril 1816.
- Le Bateau à vapeur, comédie en un acte, mêlée de couplets, avec Émile Cottenet, Philibert Rozet, théâtre de la Porte Saint-Martin 1816.
- L'Heureuse Moisson, ou le Spéculateur en défaut, vaudeville en 1 acte mêlée de couplets, avec Jean-Toussaint Merle et Frédéric de Courcy, théâtre de la Porte-Saint-Martin, septembre 1817.
- La Cloyère d'huitres, ou les Deux Briquebec, comédie-vaudeville en 1 acte, avec Frédéric de Courcy et Jean-Toussaint Merle, théâtre de la Porte-Saint-Martin, 25 janvier 1820
- La Petite Corisandre, vaudeville en 1 acte, avec Dupin et Frédéric de Courcy, théâtre de la Porte-Saint-Martin, 11 octobre 1820.
- Chacun son numéro, ou le Petit Homme gris, comédie vaudeville en 1 acte, avec Théodore Baudouin d'Aubigny et Boirie, théâtre de la Porte-Saint-Martin, 6 décembre 1821.
- Le Coq de village, tableau vaudeville de Charles-Simon Favart avec des changements de Carmouche et Frédéric de Courcy théâtre de la Porte-Saint-Martin, 16 juillet 1822.
- La Réconciliation, ou la Veille de la Saint-Louis, tableau-vaudeville en 1 acte, avec Frédéric de Courcy et Ferdinand Laloue, théâtre de la Porte-Saint-Martin, 23 août 1822.
- Le Grenadier de Fanchon, vaudeville en 1 acte, avec Emmanuel Théaulon et Nicolas Brazier, théâtre des Variétés, 13 décembre 1824.
- In vino veritas, comédie vaudeville en 1 acte, avec Saint-Ange Martin et Frédéric de Courcy, théâtre de la Porte-Saint-Martin, 24 avril 1825.
- Les Filets de Vulcain ou le Lendemain d'un succès, folie vaudeville en 1 acte, avec Armand-François Jouslin de La Salle et Dupin, théâtre de la Porte-Saint-Martin, 15 juillet 1826.
- 1826 : La Biche au bois, pièce féerie en 1 acte, mêlée de couplets, avec Nicolas Brazier et Jean-Baptiste Dubois, Paris, théâtre des Variétés, 27 avril
- La Salle de police, tableau militaire en  1 acte mêlé de vaudevilles, avec Louis-Émile Vanderburch, théâtre de la Gaîté, 4 novembre 1826
- Cinq heures du soir, ou le Duel manqué, comédie-vaudeville en 1 acte, avec Emmanuel Théaulon et Mélesville, théâtre des Variétés, 4 septembre 1827.
- Le Mariage impossible, vaudeville en 2 actes Mélesville, théâtre des Variétés, 1828.
- Le Puff, comédie-vaudeville en 3 tableaux, avec Varin et Louis Huart, 1838.
- Deux-Ânes, vaudeville en 1 acte, avec Mélesville, théâtre du Palais Royal, 1842.

## Distinctions
- Chevalier de la Légion d'Honneur (décret du 13 août 1861)[3].

## Sources
- Gustave Vapereau, Dictionnaire universel des littératures, Paris, Hachette, 1876, p. 381
- Christian Goubault, « Pierre-François-Adolphe Carmouche » in Joël-Marie Fauquet (dir.), Dictionnaire de la musique en France au XIXe siècle, Fayard, Paris, 2003  (ISBN 2-213-59316-7)